# Wrocław Górnośląski
Wrocław Górnośląski – nieczynny dworzec i stacja Kolei Górnośląskiej, mieszczący się przy ulicy Stanisława Małachowskiego 13 na osiedlu Przedmieście Oławskie we Wrocławiu.

## Historia
Budynek dworca zaprojektował królewski radca budowlany, inż. August Rosenbaum, od tego czasu budynek kilkukrotnie przebudowywano. Kamień węgielny pod budowę dworca położono 2 maja 1841 roku, a 1 maja 1842 roku przeprowadzono pierwszą jazdę próbną. Oficjalne otwarcie dworca oraz linii Oława – Wrocław nastąpiło 21 maja 1842 roku. Właścicielem dworca (i linii) było Towarzystwo Kolei Górnośląskiej. Dworzec jest najstarszym budynkiem dworcowym na ziemiach polskich, zarówno współczesnych, jak i historycznych.
W budynku znajdowały się kasa biletowa, poczekalnie dla pasażerów pierwszej, drugiej i trzeciej klasy, restauracja, punkt przyjmowania bagaży oraz portiernia. Za głównym budynkiem zbudowano dwukondygnacyjny budynek urzędów kolejowych i budynek dyrekcji kolei, ten ostatni w stylu włoskiej willi. Oba budynki zostały zburzone podczas budowy torów prowadzących na obecny Dworzec Główny. Peron przylegał do głównego budynku dworca od strony obecnej ulicy Suchej i był przykryty dachem wspartym na żeliwnych kolumnach.
Gdy Towarzystwo Kolei Górnośląskiej dostało koncesję na budowę linii kolejowej Wrocław – Poznań, zdecydowano o budowie nowego, większego budynku stacyjnego. Na potrzeby nowej linii wzniesiono obecny Dworzec Główny, który został otwarty w 1857 roku. Po uruchomieniu nowego dworca Dworzec Górnośląski był wykorzystywany jako biurowiec, budynek mieszkalny oraz warsztaty.
Po wojnie mieściły się w nim gabinety kolejowej służby zdrowia. Budynek w 1989 roku wpisany został do rejestru zabytków. Na początku XXI wieku PKP S.A. sprzedała najstarszą część dworca prywatnemu właścicielowi, a na 2012 rok planowane było opuszczenie przez przedsiębiorstwa kolejowe ostatnich pomieszczeń w budynku. Budynek dawnego dworca jest zaniedbany. Wstęp do większości pomieszczeń został wyłączony, jedynie w dobudowanej później części budynku zlokalizowana jest noclegownia im. Brata Alberta.
15 czerwca 2017 r. miał miejsce pożar prawego skrzydła budowli.
Uruchomienie pierwszej na ziemiach polskich linii kolejowej upamiętnia tablica umieszczona przy wejściu do budynku.

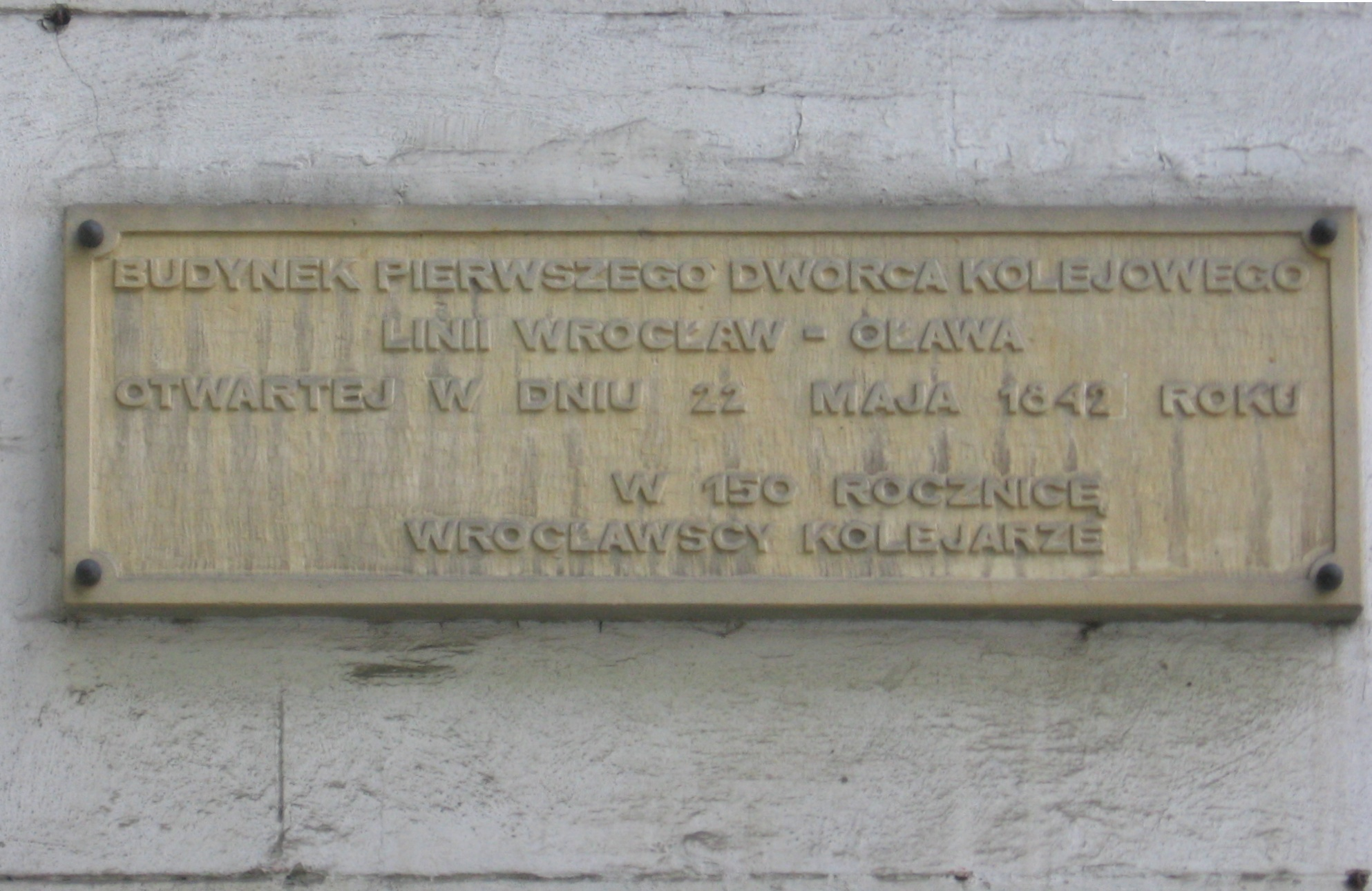
Tablica pamiątkowa na ścianie budynku głównego Dworca Kolei Górnośląskiej
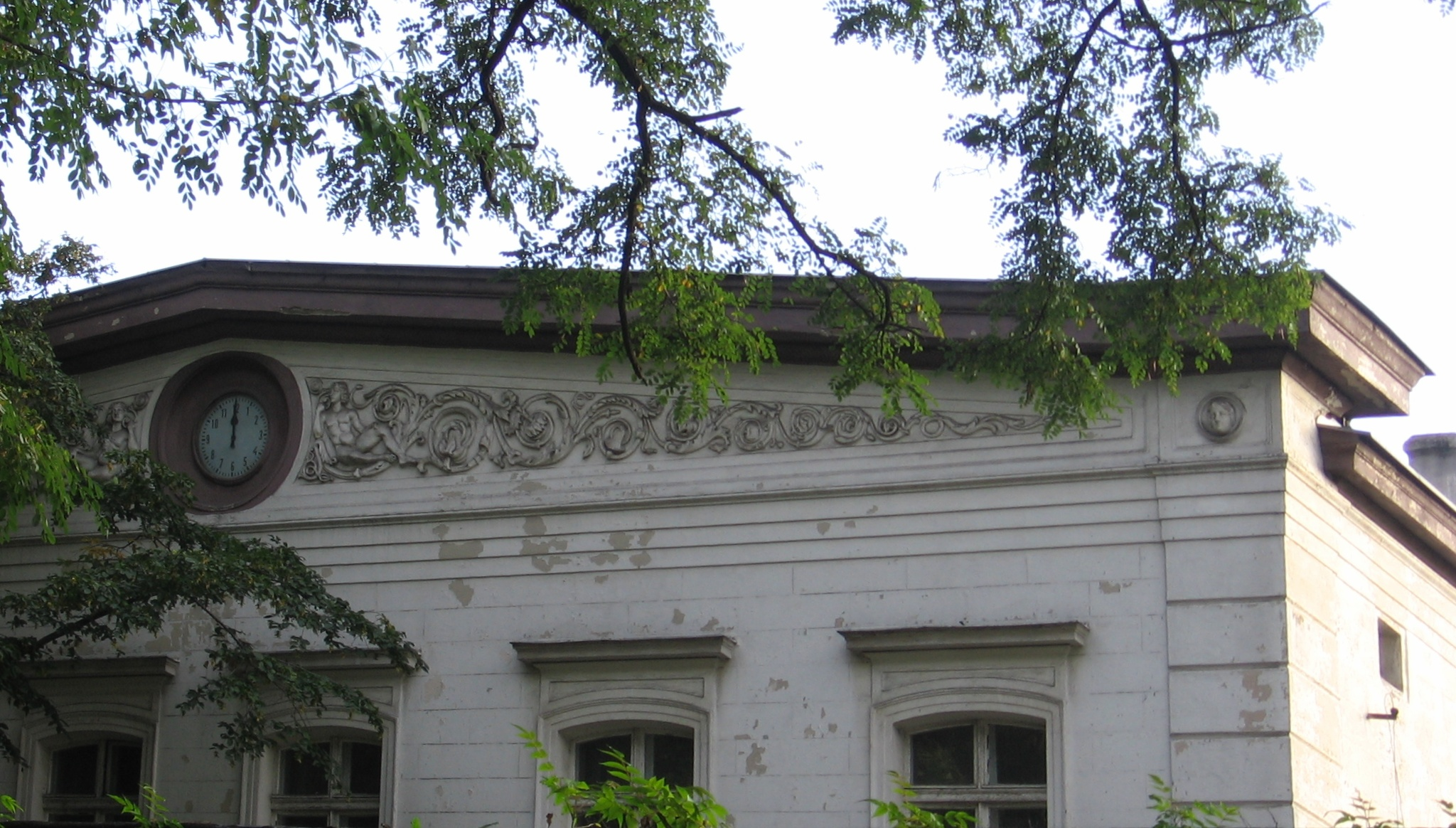
Detal architektoniczny wieńczący budynek główny
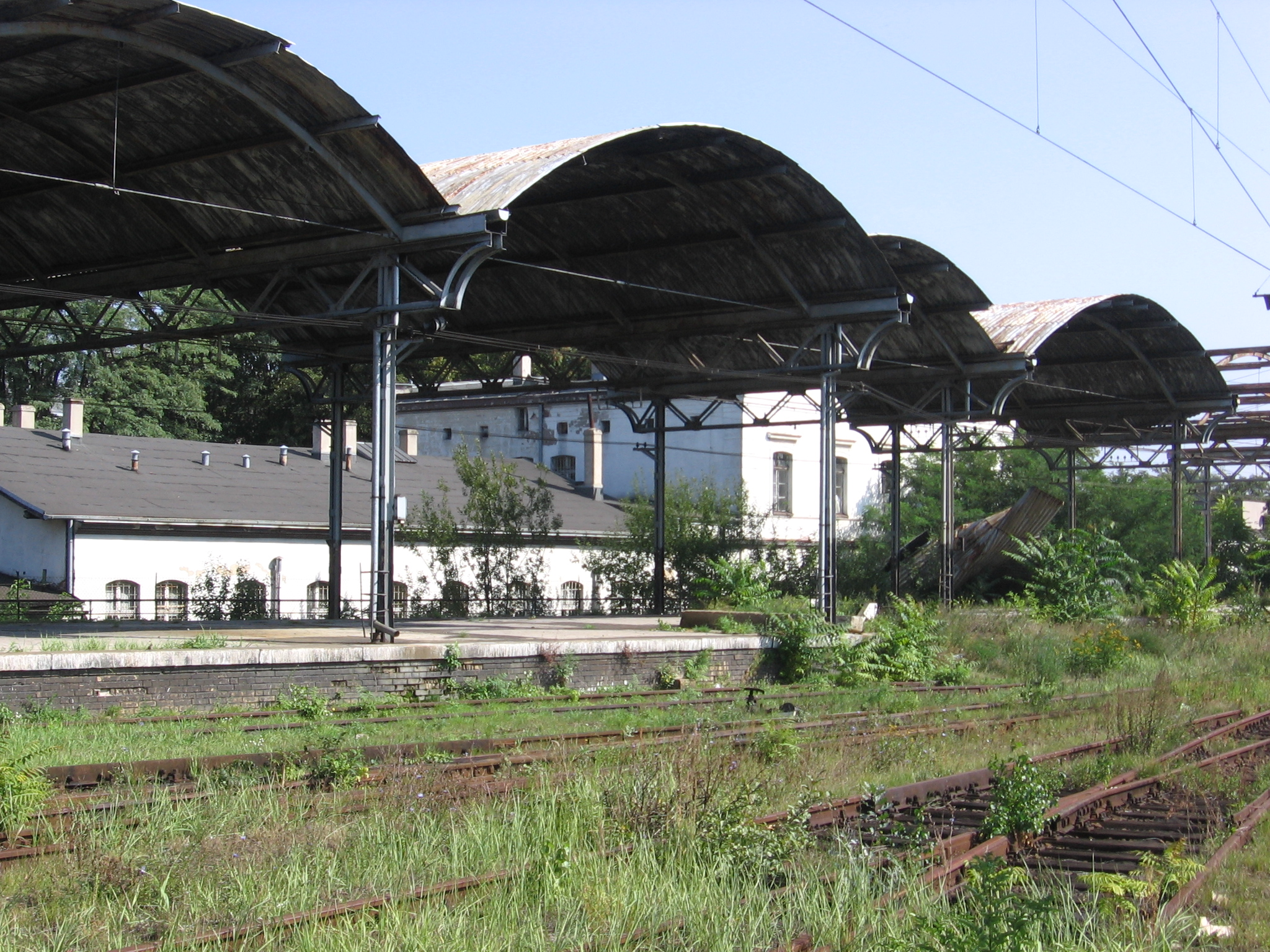
Peron dworca górnośląskiego